# Romániai Zeneszerzők és Muzikológusok Szövetsége
A Romániai Zeneszerzők és Muzikológusok Szövetsége (románul Uniunea Compozitorilor şi Muzicologilor din România, rövidítve U.C.M.R.) a romániai zenei alkotók szakmai céhe. 2021 márciusában 424 tagja volt. A szövetség látja el a zeneszerzők szerzői jogainak védelmét is.
Székhelye Bukarestben a Cantacuzino-palotában van. A szövetség Kolozsvárott, Jászvásáron és Temesváron is működtet fiókokat. Tagjai között számos romániai magyar zeneszerzőt és muzikológust találhatunk.

## Története
1920. november 2-án Bukarestben Constantin Brăiloiu kezdeményezésére, George Enescu támogatásával megalakult a Román Zeneszerzők Társasága, a zeneszerzők érdekvédelmi szervezete. Az első aláírók között olyan neves személyiségek voltak, mint Alfred Alessandrescu, Mihail Andricu, Alfonso Castaldi, Dimitrie Cuclin, George Enacovici, George Enescu, Mihail Jora, Dumitru Georgescu Kiriac, Filip Lazăr, Constantin C. Nottara, Ion Nonna Otescu. A társaság első elnöke George Enescu volt. A szervezet sikerét jelzi, hogy 1923-ban megszületett a szerzői jogokat szabályozó törvény,  1928-ban megalakult egy folklórarchívum. Kezdetben támogatták a zenei kiadványok megjelentetését, majd 1941-ben kiadói társaságot alapítottak.
1948-ban a társaság neve Uniunea Compozitorilor din România (Romániai Zeneszerzők Szövetsége) lett. 1949. október 27-én, a Román Munkáspárt országos konferenciáját követően a társaság újjáalakult, új alapszabályt fogadott el, és új vezetőséget választottak, amelynek elnöke Matei Socor lett. A korábbi tagok közül több neves személyt kihagytak az új szövetségből, vagy azért, mert külföldön tartózkodtak (George Enescu, Constantin Brăiloiu, Ionel Perlea, Stan Golestan, Dinu Lipatti) vagy pedig a "burzsoá, retrográd szemlélet" képviselői voltak (Mihail Jora, Tiberiu Brediceanu, Dimitrie Cuclin)
George Enescu 1955-ben bekövetkezett halála után a bukaresti Cantacuzino-palotában Enescu-emlékmúzeumot rendeztek be, és ez lett a szövetség székhelye is. 1977-ben a szövetséget átköltöztették a Román Athenaeumba.
A rendszerváltás után, 1990. január 29-31. között tartották a szövetség első közgyűlését. Új alapszabályt szavaztak meg, és új vezetőséget választottak. A szövetség elnöke Pascal Bentoiu lett, alelnökei Adrian Iorgulescu és Cornel Țăranu.

## Elnökei 1990 után
- Pascal Bentoiu (1990–1992)[5]
- Adrian Iorgulescu (1992–2005)[5]
- Octavian Lazăr Cosma(wd) (2005–2010)[5]
- Adrian Iorgulescu (2010–)[5]